# Bharani
Bharani ist die Bezeichnung des Fixsterns 41 Arietis. Bharani besitzt keinen griechischen Buchstaben, da dieser Stern früher dem inzwischen aufgelösten Sternbild Nördliche Fliege zugerechnet wurde. Bharani gehört der Spektralklasse B8Vn an und besitzt eine Helligkeit von +3,63 mag. Seine Entfernung beträgt ca. 160 Lichtjahre.
Koordinaten (Äquinoktium 2000)
- Rektaszension: 2h49m59,00s
- Deklination: +27°15'38,0"